# Славчо Красински
Славчо Красински е творчески псевдоним на българския писател, смятан дълго време за роден като Венцеслав Генков Кръстев. Краеведът от Монтана Стефан П. Стефанов обаче публикува данни за неговото кръщелно свидетелство, откъдето се вижда, че той е записан с рожденото име Славчо.

## Биография
Роден е на 26 декември 1909 г. във Фердинанд. Драматург е в театрите в Пловдив (1940 – 1944), Бургас и Шумен (1951 – 1952). Член е на Съюза на българските писатели от 1937 г., изключен е през 1945 г. Умира на 19 март 1984 г.